# فال باول
فال باول (بالإنجليزية: Val Paul)‏ هو مخرج وممثل أمريكي، ولد في 10 أبريل 1886 في الولايات المتحدة، وتوفي في 23 مارس 1962 بهوليوود في الولايات المتحدة.

## وصلات خارجية
- فال باول على موقع IMDb (الإنجليزية)
- فال باول على موقع أول موفي (الإنجليزية)
- فال باول على موقع قاعدة بيانات الفيلم (الإنجليزية)
- فال باول على موقع كينوبويسك (الروسية)